# Sutter megye
Sutter megye az Amerikai Egyesült Államokban, azon belül Kalifornia államban található. Lakosainak száma 99 633 fő (2020. április 1.). Sutter megye Butte, Yuba, Placer, Sacramento, Colusa és Yolo megyékkel határos.

## Népesség
A megye népességének változása:
| Lakosok száma | 94 821 | 94 739 | 94 659 | 95 350 | 96 463 | 96 971 | 99 633 |
|               | 2010   | 2011   | 2012   | 2013   | 2015   | 2019   | 2020   |